# José Tomás de Sousa Martins
José Tomás de Sousa Martins (Vila Franca de Xira, Alhandra, 7 de Março de 1843 – Vila Franca de Xira, Alhandra, 18 de Agosto de 1897) foi um médico e professor catedrático da Escola Médico-Cirúrgica de Lisboa, antecessora das Faculdades de Medicina de Lisboa, a Faculdade de Medicina da Universidade de Lisboa e a Faculdade de Ciências Médicas da UNL - Universidade Nova de Lisboa. Formado em Farmácia e Medicina, trabalhou intensa e, na maioria dos casos, gratuitamente, sobretudo no combate à tuberculose. Orador brilhante, dotado de humor e inteligência, homem de actividade inesgotável e praticante incansável da caridade junto aos mais desfavorecidos, exerceu uma forte influência sobre os colegas de profissão, os alunos e os pacientes que tratou. Esta influência metamorfoseou-se e perpetuou-se no tempo, tendo a figura de Sousa Martins assumido contornos de santo laico, num culto actual, bem visível nos ex-votos colocados em torno da sua estátua no Campo dos Mártires da Pátria, em Lisboa, frente à sede da actual Faculdade de Ciências Médicas da Universidade Nova de Lisboa, e no cemitério de Alhandra, onde está sepultado. Foi sócio correspondente da Academia Real das Ciências de Lisboa.

## Biografia

### Primeiros anos
Nasceu numa casa da zona ribeirinha de Alhandra a 7 de Março de 1843, filho de Caetano Martins, carpinteiro, e de Maria das Dores de Sousa Martins, doméstica, uma família com escassos recursos económicos. Viveu a sua infância em Alhandra, onde completou o ensino primário, então os únicos estudos possíveis naquela vila. Ficou órfão do pai aos 7 anos de idade.
Aos 12 anos de idade foi aconselhado pela mãe a partir para Lisboa, onde um seu tio materno, Lázaro Joaquim de Sousa Pereira, se tinha estabelecido como farmacêutico, ao tempo proprietário da Farmácia Ultramarina, sita na Rua de São Paulo.

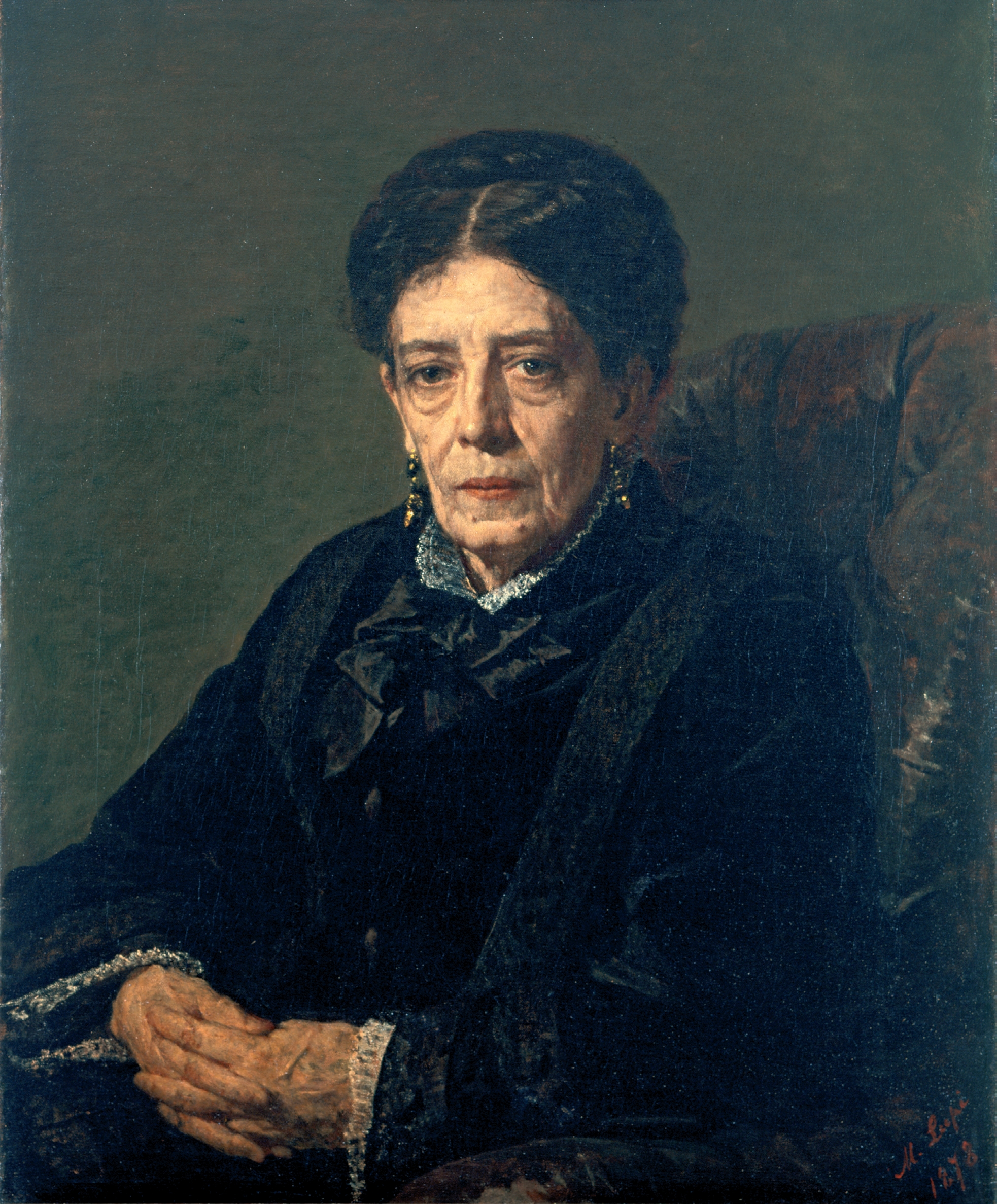
Retrato de D. Maria das Dores de Sousa Martins, 1878, por Miguel Ângelo Lupi (Museu Nacional de Arte Contemporânea)

Ficou instalado em casa do tio, trabalhando como aprendiz na farmácia, ao mesmo tempo que frequentava o Liceu Nacional de Lisboa. A 1 de Abril de 1856 iniciou oficialmente funções como praticante de botica na Farmácia Ultramarina. Tornou-se exímio manipulador de produtos naturais e adquiriu uma experiência que depois muito valorizou como médico e professor de Medicina.

### Estudos
Terminado o curso liceal, concluiu em 1861 os estudos preparatórios da Escola Politécnica de Lisboa, ingressando seguidamente no curso de Medicina da Escola Médico-Cirúrgica de Lisboa e no ano seguinte no curso de Farmácia, onde os conhecimentos que adquirira enquanto praticante de farmácia o ajudaram a terminar em 1864, com 21 anos de idade, o curso de farmacêutico com excelente classificação.
Após a conclusão do curso de Farmácia decidiu continuar estudos e concluiu em 1866, com apenas 23 anos de idade, também na Escola Médico-Cirúrgica de Lisboa, o curso de Medicina, apresentando como tese de licenciatura o trabalho intitulado O Pneumogástrico Preside à Tonicidade da Fibra Muscular do Coração.

### Carreira
A 13 de Julho de 1864 foi eleito sócio efectivo da Sociedade Farmacêutica Lusitana, por proposta subscrita por José Tedeschi, assumindo em pouco tempo um papel relevante na vida da instituição, elaborando ao longo da década seguinte múltiplos relatórios e pareceres e publicando vários artigos no periódico Jornal da Sociedade Farmacêutica, órgão oficial daquela associação. Foi durante mais de uma década vogal da Comissão de Saúde Pública da Sociedade, tendo um papel relevante na regulação de diversas práticas farmacêuticas potencialmente perigosas para a saúde pública. A 4 de Agosto de 1874 foi feito membro benemérito da Sociedade, com fundamento na maneira brilhante como desempenhou o difícil e honroso encargo de representante de Portugal no congresso de Viena, nos assuntos de quarentenas e medidas sanitárias.
Em 1867 foi feito sócio correspondente da Academia Real das Ciências de Lisboa.

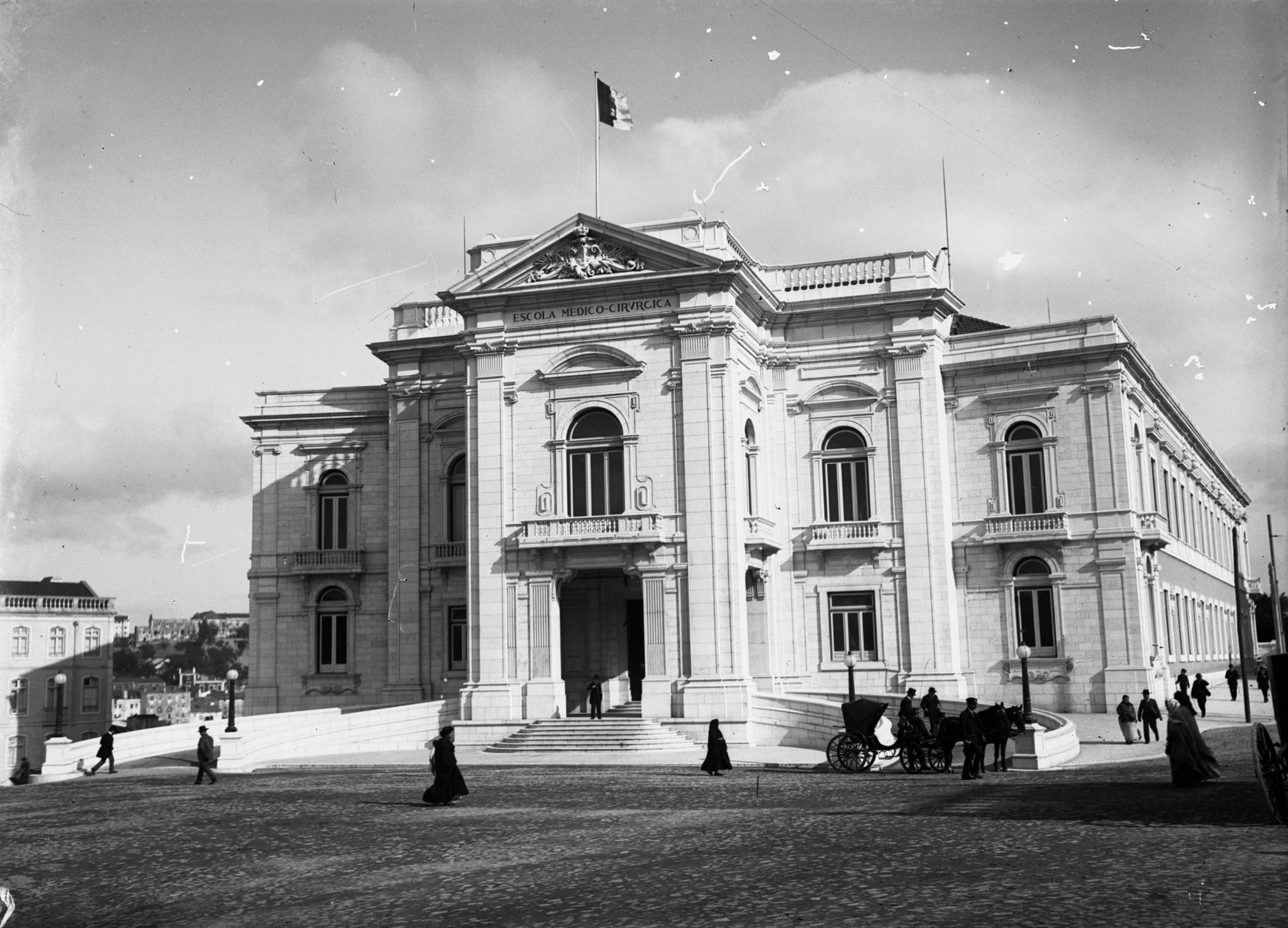
Fachada do edifício da Escola Médico-Cirúrgica de Lisboa, ao Campo de Santana, no final do século XIX; hoje sede da Faculdade de Ciências Médicas da Universidade Nova de Lisboa

Concluído o curso médico como aluno brilhante, em 1868 foi nomeado, após concurso público, para o cargo de demonstrador da Secção Médica da Escola Médico-Cirúrgica de Lisboa. Nesse mesmo ano foi eleito sócio da Sociedade das Ciências Médicas de Lisboa, iniciando uma carreira ligada ao ensino e investigação na área da Medicina.
No desenvolvimento dessa carreira, em 1872 foi nomeado lente da Escola Médico-Cirúrgica de Lisboa e em 1874 médico extraordinário do Hospital de São José. 
Entretanto afirmou-se como médico de nomeada e membro relevante de diversas agremiações científicas e cívicas, conquistando um lugar de relevo entre a intelectualidade de Lisboa. Como médico e professor, dava grande importância à componente psicológica e de relação humana da prática médica, ficando conhecido conselho incluído numa das suas lições: 

Quando entrardes de noite num hospital e ouvirdes algum doente gemer, aproximai-vos do seu leito, vede o que precisa o pobre enfermo e, se não tiverdes mais nada para lhe dar, dai-lhe um sorriso.
Mesmo depois da sua morte, as suas lições coligidas foram referência obrigatória durante décadas.

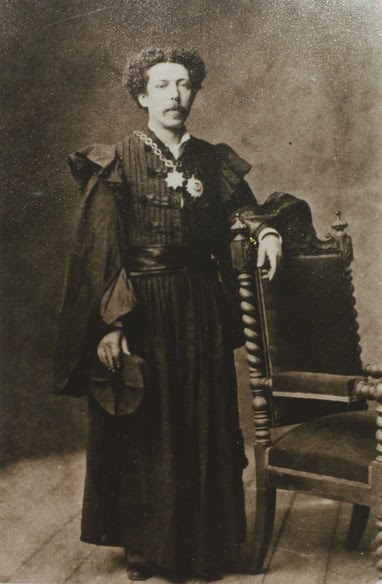
Sousa Martins, envergando o traje de lente da Escola Médico-Cirúrgica de Lisboa

### Expedição à Serra da Estrela
O seu percurso académico e profissional levou-o ao cargo de secretário e bibliotecário da Escola Médico-Cirúrgica de Lisboa, catedrático de Patologia Geral, Semiologia e História da Medicina, presidente da Comissão Executiva e da Secção de Medicina da expedição científica à Serra da Estrela organizada em 1881 pela Sociedade de Geografia de Lisboa e director efectivo da Enfermaria de São Miguel no Hospital de São José. 
A sua actividade no Hospital de São José, e em particular a importante acção filantrópica que exercia a favor dos doentes mais pobres, afirmou-o como um dos médicos mais prestigiados de Portugal. Ganhou enorme prestígio na luta contra a tuberculose, que então atingia proporções epidémicas em Lisboa, que reforçou ao liderar a expedição científica à Serra da Estrela e ao defender a construção naquelas montanhas de sanatórios destinados à climoterapia daquela doença. Em particular, Sousa Martins considerou as Penhas Douradas como o lugar mais saudável do país, graças ao seu ar puro e fresco.
A expedição científica à Serra da Estrela foi organizada sob a égide da Sociedade de Geografia de Lisboa, de que Sousa Martins era sócio fundador e vogal do Conselho Central, reunindo em Agosto de 1881 uma plêiade de cientistas e intelectuais que estudaram aquela região portuguesa nas suas vertentes geográfica, meteorológica e antropológica num esforço sem precedentes de exploração sistemática do território português. 
O interesse de Sousa Martins na realização da expedição prendia-se com a necessidade de conhecer a meteorologia e as condições sanitárias da região dado a importância então atribuída ao clima no tratamento da tuberculose pulmonar. Essa necessidade levou a que em conjunto com Brito Capelo tivesse requerido ao Governo, em 1882, a instalação de um posto meteorológico na Serra.

### Casas de Saúde

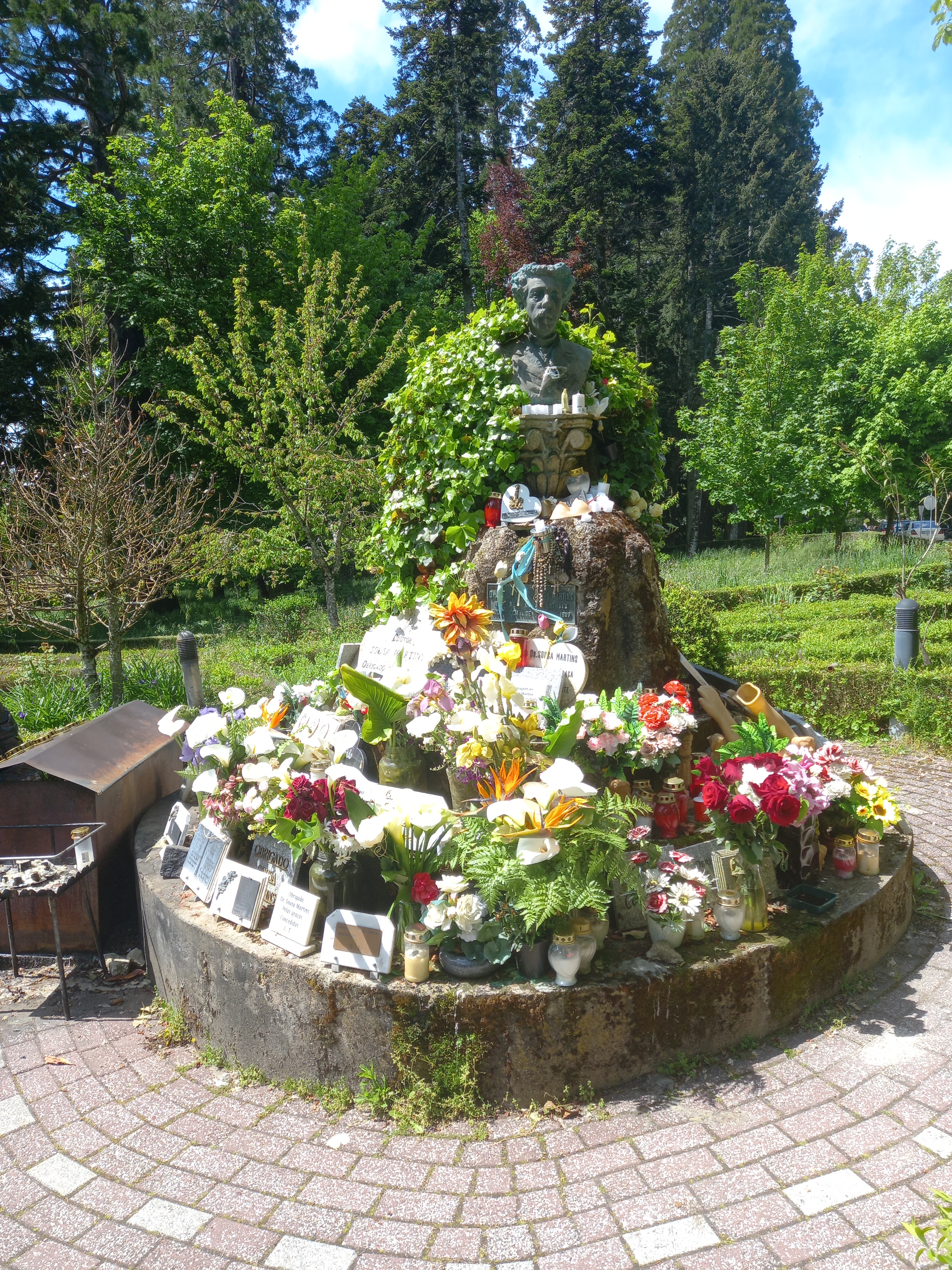
Estátua ao Dr. Sousa Martins no Parque da Saúde da Guarda

Na sequência da expedição Sousa Martins defendeu a implantação de Casas de Saúde na região serrana e foi um dos impulsionadores da fundação do Club Hermínio, uma associação de carácter humanitário que criada em 1888 se manteve activa pelo menos até 1892. Sousa Martins foi aclamado sócio honorário e presidente perpétuo pelos membros fundadores. Afirmando-se como uma instituição de solidariedade, o Club Hermínio tinha por finalidades promover o melhoramento das condições naturais da Serra da Estrela, considerada como estação sanitária através do estabelecimento de casas de saúde sob direcção médica, o socorro aos doentes pobres e o exercício de polícia higiénica em todos os pontos da Serra e nas habitações que fossem usados pelos doentes.
No Verão de 1888, com o patrocínio do Club Hermínio e com o apoio entusiástico de Sousa Martins e de Guilherme Teles de Meneses, esteve na Serra da Estrela o médico Basílio Freire, professor da Faculdade de Medicina da Universidade de Coimbra, que ali assegurou acompanhamento médico gratuito aos doentes que o procuravam.
O principal objectivo de Sousa Martins era a construção de um sanatório na Serra da Estrela que de forma permanente pudesse acolher e tratar doentes com tuberculose pulmonar. Apesar do seu esforço e da sua influência junto da Coroa, já que desde 1888 era médico honorário da Real Câmara de Suas Majestades e Altezas, e do Governo, a iniciativa, aclamada por todos, tardou em materializar-se e o sanatório proposto apenas seria construído após a sua morte.
A construção do sanatório da Guarda, ficou a dever-se à Assistência Nacional aos Tuberculosos, a ANT, instituição que sob a presidência da rainha D. Amélia de Orleães conseguiu reunir os fundos necessários e materializar a construção e equipamento. A inauguração do sanatório, o primeiro a ser construído pela ANT e o terceiro de Portugal, ocorreu a 18 de Maio de 1907, quase uma década após o falecimento de Sousa Martins. A inauguração incluiu uma homenagem àquele pioneiro da luta contra a tuberculose, cuja acção e dinamismo a rainha já evocara 1899 em intervenção pública integrada numa campanha de profilaxia da tuberculose.
Apesar do tempo decorrido após o falecimento de Sousa Martins, em sua homenagem, a nova instituição foi denominada Sanatório Dr. Sousa Martins e por ela passaram muitos milhares de doentes ao longo de mais de meio século de funcionamento. A sua importante acção deixou o nome ligado à zona serrana com tal perenidade que o principal hospital da cidade da Guarda o mantém Sousa Martins como patrono.

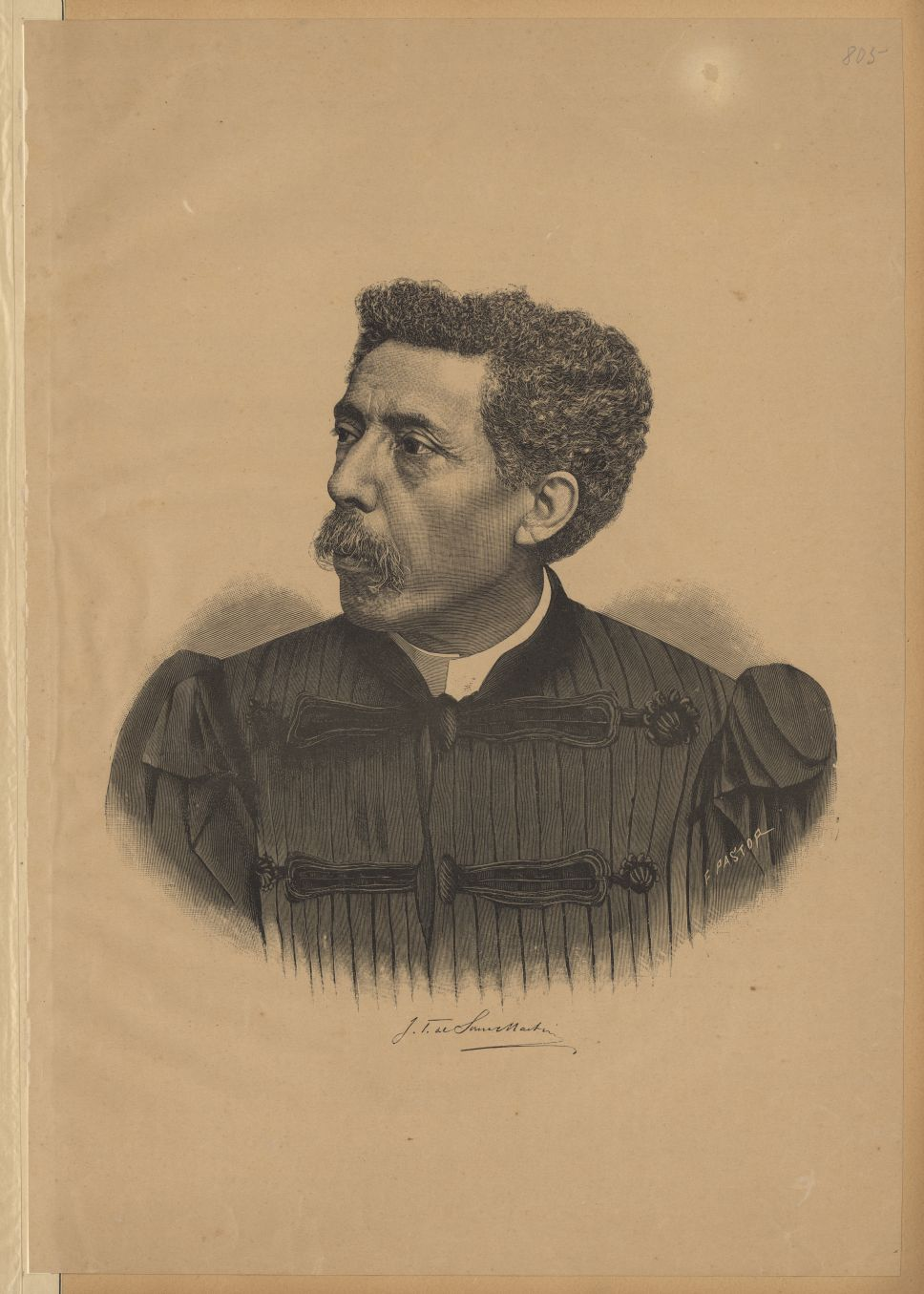
Retrato de Sousa Martins (gravura de Francisco Pastor).

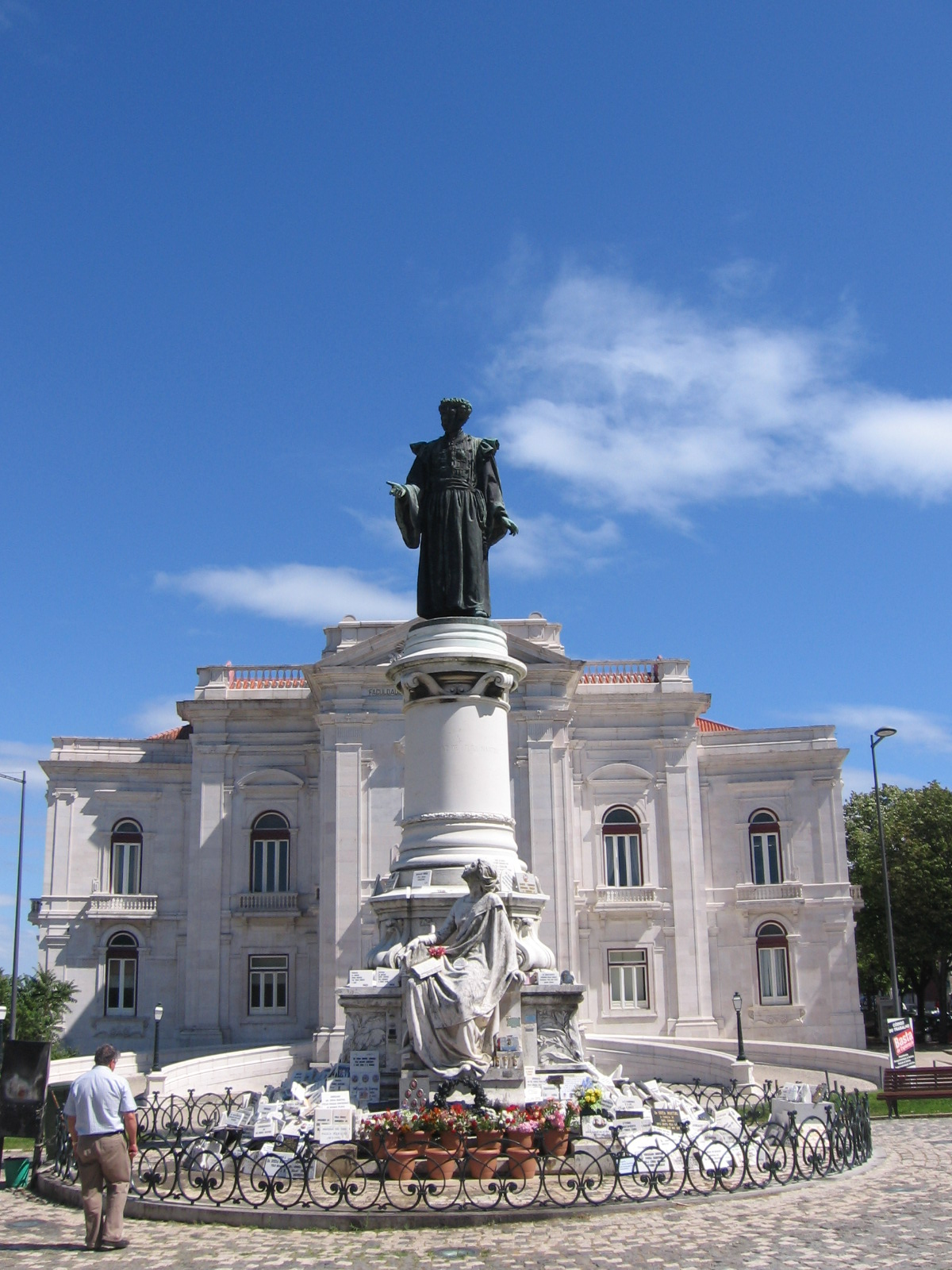
Monumento em homenagem a Sousa Martins, Campo de Santana, Lisboa.

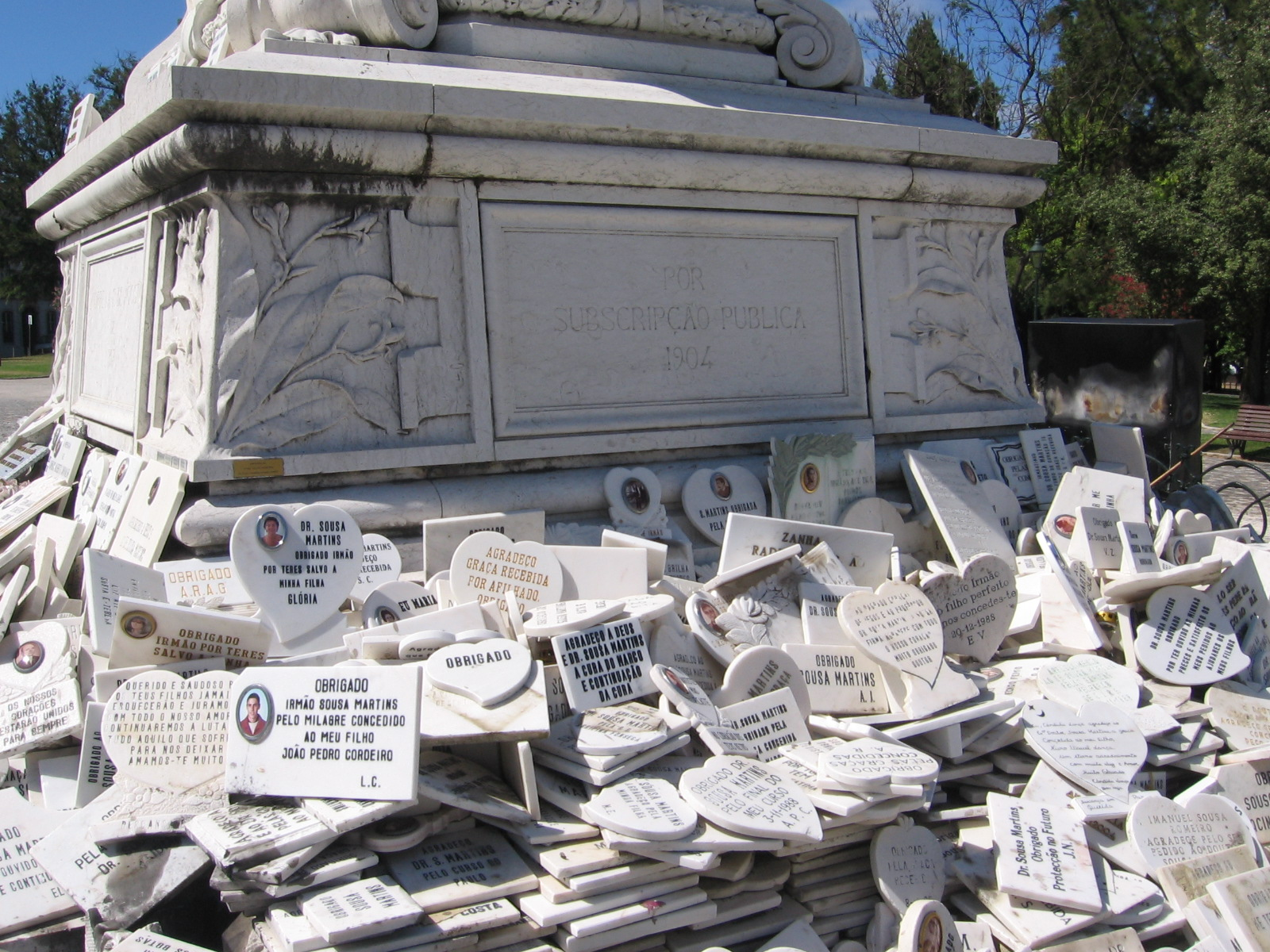
Ex-votos colocados em torno do monumento do Campo de Santana, Lisboa.

### Morte e lembrança
Foi também escolhido para representar Portugal em diversos eventos internacionais na área da Medicina: em 1874 foi nomeado delegado à Conferência Sanitária Internacional realizada em Viena; e em 1897 foi delegado à Conferência Sanitária Internacional, realizada em Veneza, onde foi eleito vice-presidente.
Adoeceu quando se encontrava em Veneza, regressando a Lisboa muito debilitado. Diagnosticada tuberculose, partiu para a Serra da Estrela à procura de alívio. Aparentemente convalescendo, recolheu-se a Alhandra, onde se instalou numa quinta, propriedade de amigos, tentando recuperar.
A doença agravou-se e aos 54 anos, tuberculoso terminal e sofrendo de lesão cardíaca, Sousa Martins cometeu suicídio, com uma injecção de morfina. Pouco antes, havia confidenciado a um amigo: "A morte não é mais forte do que eu" e "Um médico ameaçado de morte por duas doenças, ambas fatais, deve eliminar-se por si mesmo".
Na mensagem que enviou ao saber da morte de Sousa Martins, o rei D. Carlos I de Portugal afirmou: 

Ao deixar o mundo, chorou-o toda a terra que o conheceu. Foi uma perda irreparável, uma perda nacional, apagando-se com ele a maior luz do meu reino.
Também sobre ele, António Egas Moniz, Prémio Nobel da Medicina, disse: 

Notável professor que deixou, atrás de si, um nome aureolado de prelector admirável, de clínico, de orador consagrado, sempre alerta nas justas da Sociedade das Ciências Médicas.
Por sua vez Guerra Junqueiro considerou-o: 

Eminente homem que radiou amor, encanto, esperança, alegria e generosidade. Foi amigo, carinhoso e dedicado dos pobres e dos poetas. A sua mão guiou. O seu coração perdoou. A sua boca ensinou. Honrou a medicina portuguesa e todos os que nele procuraram cura para os seus males.

### Legado e reputação
O principal hospital da cidade da Guarda tem o nome de Hospital Sousa Martins, em homenagem ao trabalho pioneiro de Sousa Martins sobre a tuberculose e climoterapia que conduziu à promoção da Serra da Estrela como área propícia à instalação de sanatórios para o tratamento de tuberculosos. Para além disso, existem vários sítios que homenageiam o Dr. Sousa Martins, entre os quais um concorrido monumento, de autoria de Costa Motta (tio) no Campo de Santana, em Lisboa; um jazigo no Cemitério de Alhandra, onde se encontra sepultado; a Casa-Museu Dr. Sousa Martins, em Alhandra; e o busto do Dr. Sousa Martins, no Largo 7 de Março, na baixa alhandrense. Também a toponímia da cidade da Guarda, à qual o nome de Sousa Martins está associado desde o início do século XX mercê da estrutura sanatorial que ali existiu, o recorda no nome de uma das ruas do moderno Bairro da Senhora dos Remédios. Um pequeno monumento erguido dentro dos muros do antigo Sanatório da Guarda continua, diariamente, a receber preces e agradecimentos e, à semelhança do monumento lisboeta do Campo de Santana, está quase sempre emoldurado de flores e de ex-votos diversos. 

### Sousa Martins e o Espiritismo
Os adeptos do Espiritismo pretendem que ele tenha sido seguidor desta crença, embora não haja nenhuma prova que o confirme; muitos dos adeptos dessa crença atribuem-lhe curas milagrosas por intermédio das suas comunicações mediúnicas, como aliás fazem com outros não membros da sua crença, veja-se por exemplo o famoso Padre Miguel do Soito (Sabugal), que era um sacerdote católico. A 7 de março e a 18 de agosto de cada ano, aniversários do seu nascimento e morte, milhares de devotos visitam e rezam sobre o seu túmulo e outros locais onde está representado (como junto da sua estátua no Campo dos Mártires da Pátria, em Lisboa).
O seu nome consta na lista de colaboradores do singular periódico Lisboa creche: jornal miniatura (1884).

## Obra
- O Pneumogástrico, os Antinomiais, a Pneumonia - Memória apresentada à Academia Real das Ciências de Lisboa, Tipografia da Academia Real das Ciências de Lisboa, Lisboa, 1867.
- A Patogenia Vista à Luz dos Actos Reflexos, Tese de Concurso, Tipografia Universal, Lisboa, 1868.
- Patogenia e Célula, 1868.
- Relatório dos Trabalhos da Conferência Sanitária Internacional reunida em Viena em 1874, apresentado pelo delegado português a essa conferência J. T. Sousa Martins, Imprensa Nacional, Lisboa, 1874.
- Relatório dos Trabalhos da Conferência Sanitária Internacional, reunida em Viena, em 1874, Imprensa Nacional, Lisboa, 1874.
- A Medicina Legal no Processo Joana Pereira, Resposta a uma consulta, Imprensa da Universidade, Coimbra,1878.
- A Febre Amarela Importada pela Barca "Imogene", Tipografia Portuguesa, Lisboa, 1879.
- Os Typhos de Setúbal, Relatório sobre a Memória acerca dos typhos de Setúbal do sr. Dr. Francisco Ayres do Soveral e Parecer sobre essa memória por Sousa Martins, Imprensa Nacional, Lisboa, 1881.
- "Movimentos Pupilares Post-Mortem e Intra-Vitam", in Revista de Nevrologia e Psychiatria, Lisboa, 1888.
- A Tuberculose Pulmonar e o Clima de Altitude da Serra da Estrela, Imprensa Nacional, Lisboa, 1890.
- Costumes da Occidental Praia - Evolução de uma Lei no Período Metafísico, Físico e Moral (publicado sob o pseudónimo de Zehobb Cêrvador), Tip. da Companhia Nacional Editora, Lisboa, 1890.
- Discurso pronunciado na inauguração do Mausoléu Sobral na cidade da Guarda, Tipografia da Companhia Nacional Editora, Lisboa, 1894.
- Comemoração de Louis Pasteur, Discurso feito na Sociedade das Ciências Médicas de Lisboa, Tipografia Castro Irmão, Lisboa, 1895.
- Nosografia de Antero, in Antero de Quental, in Memoriam, Porto, 1896.